# Les Grangettes
Les Grangettes é uma comuna francesa na região administrativa de Borgonha-Franco-Condado, no departamento de Doubs. Estende-se por uma área de 5,38 km². Em 2010 a comuna tinha 293 habitantes (densidade: 54,5 hab./km²).